# Подеста, Джон
Джон Дэ́вид Поде́ста (англ. John David Podesta; род. 8 января 1949, Чикаго, Иллинойс, США) — американский политический деятель, политтехнолог и лоббист. Старший советник президента США по вопросам экоинноваций и внедрения зелёной энергии (2022—2025). Глава аппарата Белого дома при Билле Клинтоне (1998—2001) и советник президента США Барака Обамы (2014—2015). Основатель, бывший президент/главный исполнительный директор, а в настоящее время председатель и советник Центра американского прогресса (CAP), либерального аналитического центра в Вашингтоне (округ Колумбия), а также приглашённый профессор права на юридическом факультете Университета Джорджтаун. Был сопредседателем команды по передаче президентской власти Бараку Обаме в ноябре 2008 года (Obama-Biden Transition Project). Являлся председателем предвыборной кампании Хиллари Клинтон на президентских выборах в США 2016 года. Член Демократической партии США от штата Иллинойс. Лауреат Почётной медали острова Эллис (2009)[значимость факта?].

## Ранние годы
Большую часть ранней жизни Джон Подеста провёл в Чикаго (Иллинойс, США), где он родился 8 января 1949 года и вырос в жилом микрорайоне Джефферсон Парк на северо-западной стороне города. Его мать Мэри (урождённая Кокорис) была гречанкой, а отец Джон Дэвид Подеста-старший — итальянцем. Другой известный лоббист Тони Подеста приходится ему старшим братом. Отец Джона не окончил среднюю школу, но поощрял обучение сына в колледже.
В 1967 году окончил специализированную подготовительную школу для поступления в технический колледж имени Лейна (Lane Tech High School) в Чикаго.
В 1971 году окончил Нокский частный гуманитарный колледж (Knox College) в Гейлсберге (Нокс, Иллинойс), где в качестве добровольца выступал в поддержку президентской кампании Юджина Маккарти.
В 1976 году окончил Центр права Университета Джорджтаун со степенью доктора права (J.D.).
В 1976—1977 гг. работал адвокатом в подразделении земельных и природных ресурсов министерства юстиции США.
В 1978—1979 гг. служил в качестве специального помощника директора агентства Федерального правительства США «ACTION».
Политическую карьеру начал в 1972 году, участвуя в президентской кампании Джорджа Макговерна, потерпевшей неудачу в 49 штатах.

## Карьера

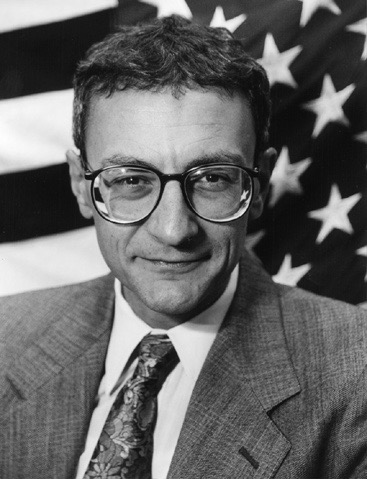
Джон Подеста в 1993 году

Подеста занимал различные посты на Капитолийском холме, в том числе советника лидера демократов в Сенате США Томаса Дэшла (1995—1996), главного юридического советника в сенатском комитете по делам сельского хозяйства (1987—1988), генерального советника миноритарной фракции в сенатских юридических подкомитетах по вопросам: патентов, авторских прав и товарных знаков; безопасности и терроризма; реформ в сфере регулирования, а также был адвокатом мажоритарной фракции в сенатском юридическом комитете (1979—1981).
В 1988 году братья Тони и Джон Подеста совместно основали в Вашингтоне (округ Колумбия) лоббистскую фирму «Podesta Associates, Inc.», оказывающую услуги в сфере взаимодействия с госструктурами и государственной политики. Известная в настоящее время как «Podesta Group», фирма «имеет тесные связи с Демократической партией и администрацией Обамы [и] нанималась некоторыми крупнейшими корпорациями страны, в том числе Wal-Mart, BP и Lockheed Martin».

### Годы президентства Билла Клинтона

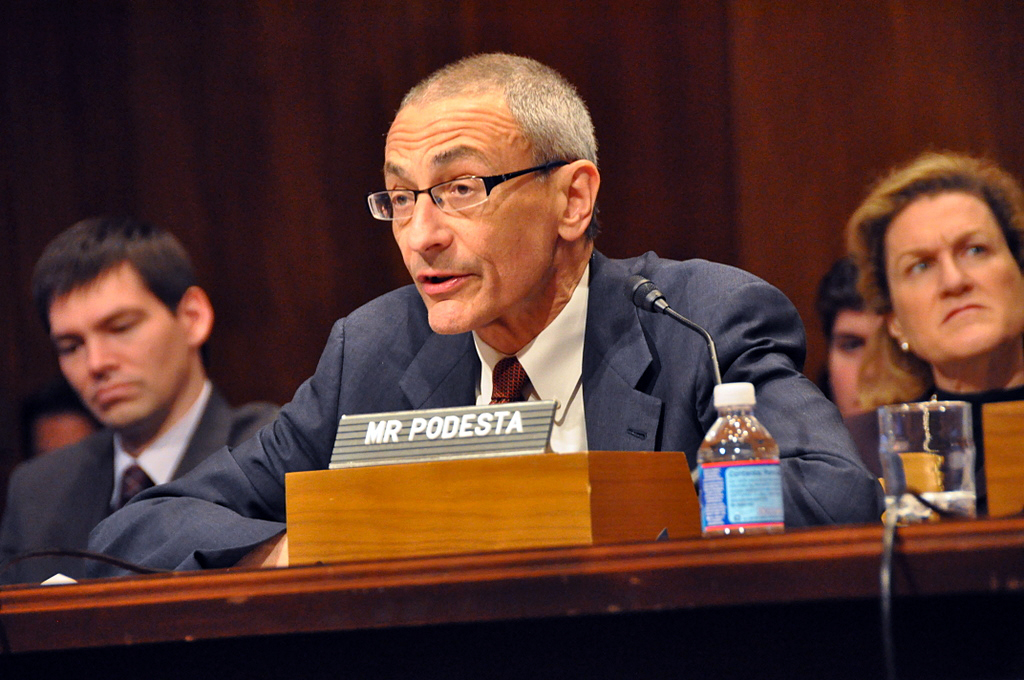
Джон Подеста выступает перед специальной комиссией комитета Сената США по бюджету на тему
деятельности правительства

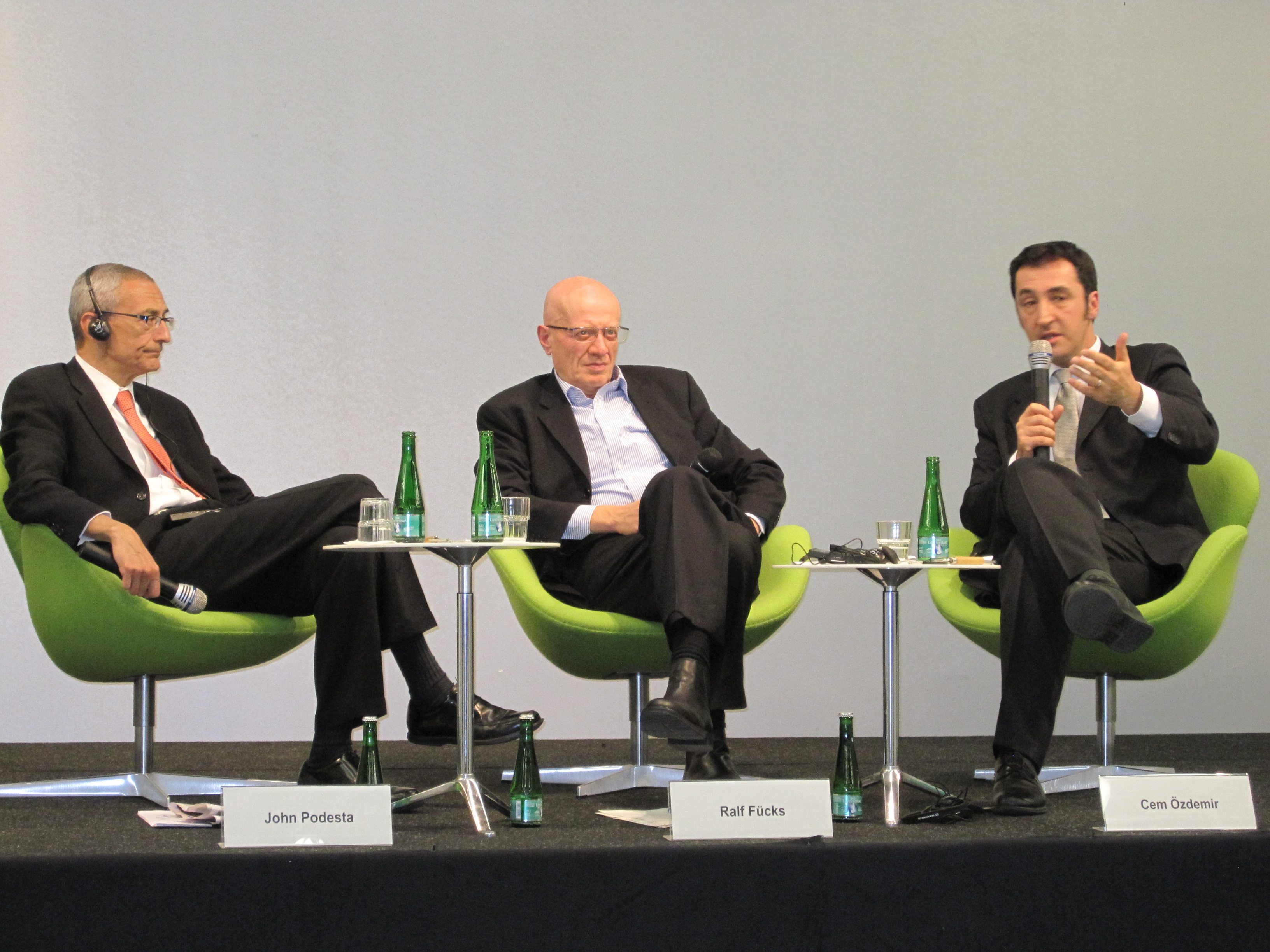
Джон Подеста, президент Фонда Генриха Бёлля Ральф Фукс и сопредседатель партии «Союз 90/Зелёные» Джем Оздемир (2010)

Подеста служил одновременно помощником президента и заместителем главы администрации президента США (1997—1998).
Ранее, с января 1993 по 1995 гг., был помощником президента, руководителем персонала администрации Президента США и старшим советником по вопросам политики в области правительственной информации, конфиденциальности, безопасности средств телекоммуникации и регуляторной политики.
В 1998 году стал главой администрации президента Клинтона в его второй срок правления и занимал этот пост до конца пребывания последнего в своей должности в январе 2001 года.
Подеста поддержал Исполнительный Указ № 12958, который привёл к усилиям по рассекречиванию миллионов страниц из истории дипломатии и национальной безопасности США.

### Последние годы

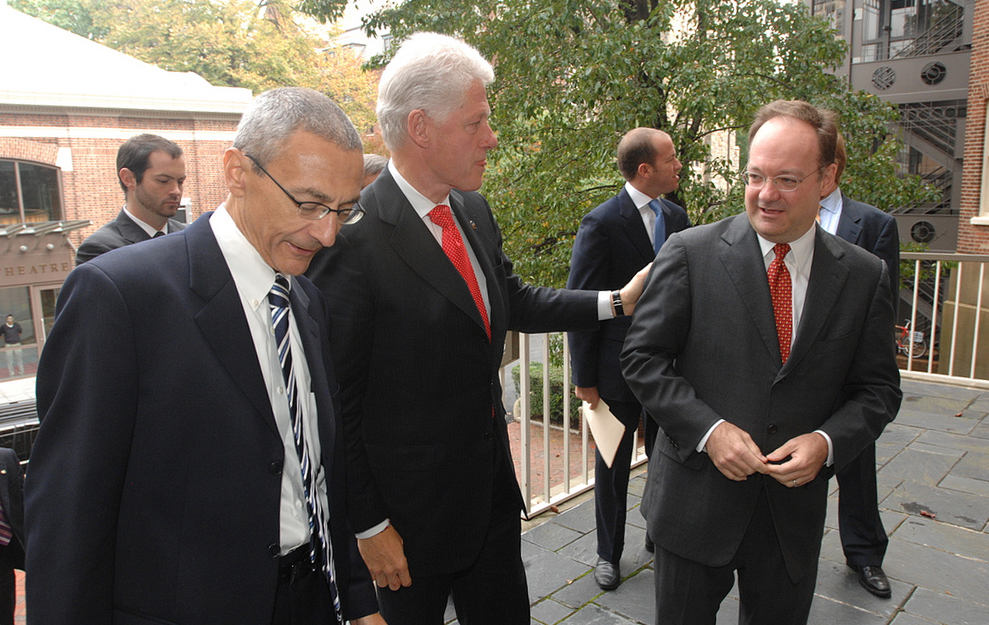
Джон Подеста на встрече с Биллом Клинтоном и ректором Джорджтаунского университета Джоном Дж. ДеДжойей в 2006 году

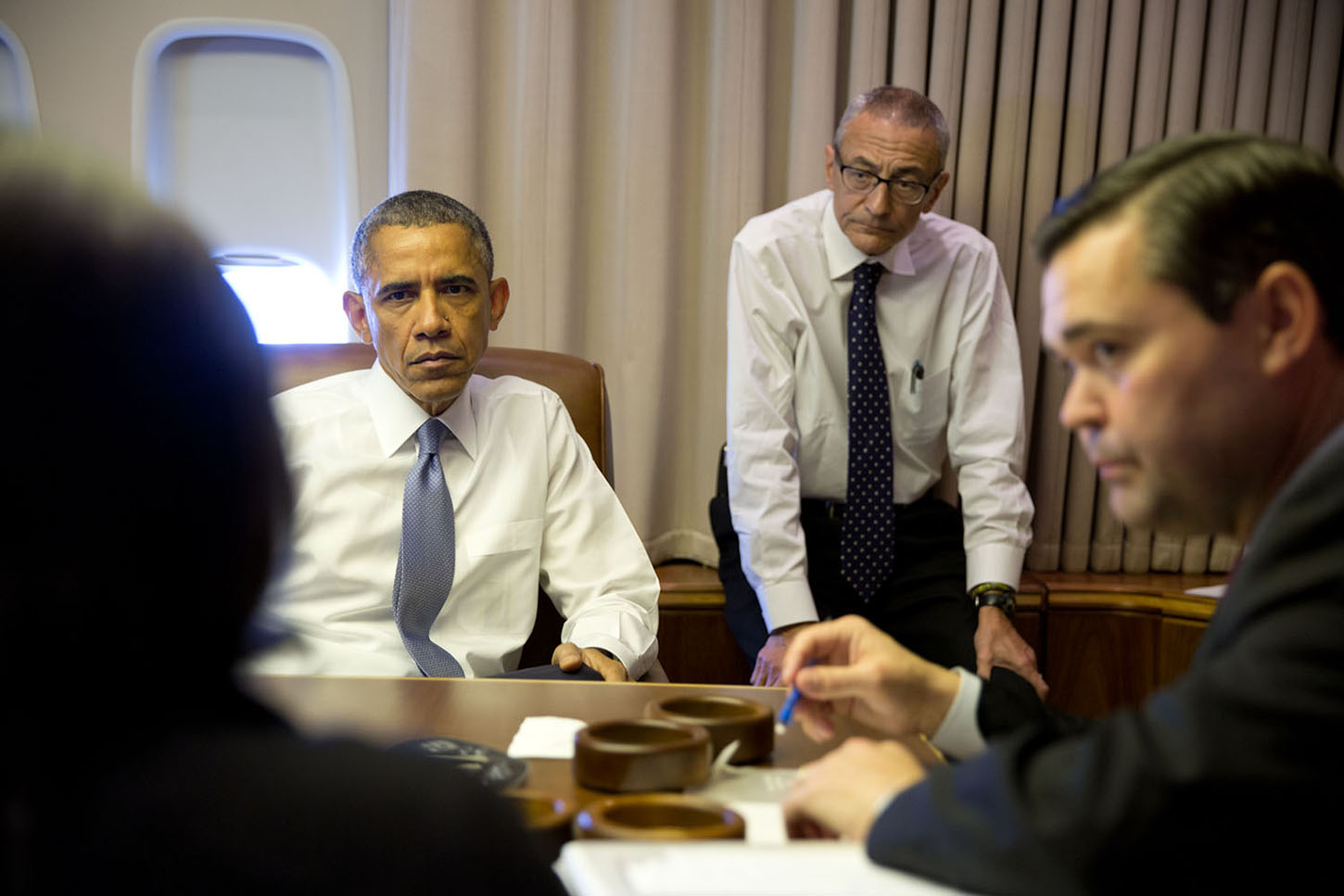
Президент США Барак Обама проводит совещание на борту Air Force One (2015)

В 2003 году Подеста основал в Вашингтоне (округ Колумбия) Центр американского прогресса (CAP), либеральную «фабрику мысли», научно-исследовательскую аналитическую организацию по вопросам прогрессивной государственной политики и защиты права. Был президентом и главным исполнительным директором этой организации до 2011 года, когда на этих постах его сменила бывший главный операционный директор CAP Нира Танден. В течение какого-то времени Подеста был председателем совета неисполнительных директоров, и на сегодняшний день остаётся в составе правления, хотя и не в качестве председателя.
На протяжении многих лет Подеста ведёт преподавательскую деятельность в своей альма-матер, Центре права Университета Джорджтаун, обучая студентов по вопросам расследований в конгрессе, закона и технологии, законодательства, авторского права и права общественных интересов.
В 2002—2014 гг. был членом комитета по вопросам свободы и безопасности некоммерческой организации «Constitution Project», — аналитического центра, занимающегося проблемами построения двухпартийного консенсуса по важным конституционным и правовым вопросам.
В 2008 году написал монографию «Сила прогресса: как прогрессисты Америки могут (ещё раз) спасти нашу экономику, наш климат и нашу страну».
В 2009 году сопровождал бывшего Президента США Билла Клинтона в Северную Корею для переговоров по освобождению двух американских журналистов, арестованных по обвинению в шпионаже. Его можно увидеть на многочисленных широко распространённых фотографиях встречи Клинтона с Ким Чен Иром.
Подеста выступает против чрезмерного применения классификации секретной информации, и в 2004 году в своей речи в Принстонском университете он осудил то, что назвал «чрезмерным правом правительства на секретность своей деятельности» и «раздутой секретностью бюрократии» в США. Подеста назвал Исполнительный Указ № 12958, «который установил жёсткие стандарты для классификации документов и привёл к беспрецедентному усилию рассекретить миллионы страниц из истории дипломатии и национальной безопасности нашей страны», «может быть, самым большим достижением администрации Клинтона». Более 800 миллионов страниц интеллектуальных документов были рассекречены в рамках программы.
Подесту характеризуют как «давнего сторонника раскрытия правительством документов об НЛО». Он поддерживает петиции к правительству, в которых говорится о том, что НЛО это инопланетные космические корабли, с просьбой опубликовать документы, относящиеся к данной теме. В 2002 году, на пресс-конференции, организованной Коалицией за свободу информации (группой, добивающейся обнародования секретных правительственных документов об НЛО), Подеста заявил, что «настало время для правительства рассекретить документы, которым более 25 лет, и предоставить учёным данные, которые помогут в определении истинной природы этого феномена». Подеста написал предисловие к книге Лесли Кин «НЛО: Генералы, лётчики и правительственные чиновники делают официальное заявление», в которой этими квалифицированными специалистами подробно описаны многочисленные случаи контакта с НЛО.
14 декабря 2017 года по инициативе и в сопровождении известного деятеля греческой диаспоры, лоббиста Криса Спиру находился с визитом в Патрах (Пелопоннес, Греция), где выступал на международной конференции по бизнесу в Западной Греции. Визит и выступление Подесты в Патрах на тему «ЕС и США в условиях глобализации бизнеса. Проблемы и перспективы для региона Западная Греция» многими рассматривался как создание существенных перспектив для потенциальных инвестиций США в регион Западная Греция в ближайшем будущем. Мероприятие также посетил президент Греции Прокопис Павлопулос.

### Пиццагейт
7 октября 2016 года, WikiLeaks начал публикацию тысяч электронных писем, как сообщалось, взятых с личной почты Джона Подесты в Gmail. В результате Подеста, среди прочего, был обвинён в участии в тайной сети педофилов.
WikiLeaks также опубликовал факты работы Джона Подесты, которые он не довел в полном объеме до надзорных финансовых органов, о его работе в совете директоров малой энергетической компании, получившей многомиллионный кредит от иностранной российской государственной корпорации «Роснано».

## Личная жизнь
Женат на Мэри С. Подеста, адвокате из Вашингтона (округ Колумбия), с которой имеет троих детей.